# Yu Kimura
Yu Kimura (木村 悠, Kimura Yū) est un boxeur japonais né le 23 novembre 1983 à Chiba.

## Carrière
Passé professionnel en 2006, il devient champion du Japon des poids mi-mouches en 2014 puis remporte le titre mondial WBC de la catégorie le 28 novembre 2015 après sa victoire aux points contre Pedro Guevara. Kimura est en revanche battu dès le combat suivant aux points le 4 mars 2016 par Ganigan López.